# مارلون مور
مارلون مور (بالإنجليزية: Marlon Moore)‏ هو لاعب كرة قدم أمريكية أمريكي، ولد في 3 سبتمبر 1987 في ساكرامنتو في الولايات المتحدة.

## وصلات خارجية
- مارلون مور على موقع مرجع كرة القدم المحترفة.كوم (الإنجليزية)